# دايل
 دايل، هي قرية لبنانية من قرى قضاء البترون في محافظة الشمال.
- المسافة من بيروت: 77 كلم
- الارتفاع عن سطح البحر: 650 م
- القرى المحاذية: حلتا، جبلا، عصيا، بشتودار
- زراعات: التبغ، الزيتون